# Olimpia Poznań (piłka nożna)
GKS Olimpia Poznań – polski klub piłkarski, założony w 1945 roku w Poznaniu. Sekcja piłkarska została rozwiązana w 2005 roku.
GKS Olimpia rozgrywał swoje mecze na stadionie przy ul. Warmińskiej 1. Jego pojemność wynosiła ok. 20. tys. miejsc.

## Historia
- 1945 – powstał Milicyjny Klub Sportowy, z inicjatywy Stefana Hofmańskiego
- 1948 – zmiana nazwy na KS ZS Gwardia
- 1953 – drużyna zakwalifikowała się do III ligi, zajmując w 1953 10. miejsce, w 1954 6. miejsce, a w 1955 5. miejsce.
- 1956 – wskutek rozwiązania ligi międzywojewódzkiej, Gwardia rozgrywa mecze w nowo powstałej lidze okręgowej (III liga) i zajmuje 5. miejsce.
- 1957 – kolejna zmiana nazwy na GKS Olimpia, która zdobywa Mistrzostwo Okręgu przed Polonią Poznań i Lubońskim KS, przegrywa jednak baraże o wejście do II ligi.
- 1958 – Olimpia ponownie zostaje Mistrzem Okręgu wyprzedzając Polonię Leszno i Dyskobolię Grodzisk, tym razem awansując w barażach do II ligi.
- 1959–1961 – drużyna Olimpii gra w II lidze, w 1959 w grupie północnej zajmuje 6. miejsce, w 1960 w grupie północnej 7. miejsce, a w 1961 w połączonej grupie II ligi 15. miejsce i zostaje zdegradowana do ligi okręgowej.
- 1962–1966 – występy w lidze okręgowej (wówczas III liga). W sezonie 1961/1962 zdobywa Mistrzostwo Okręgu wyprzedzając Wartę Poznań, ale nie radzi sobie w barażach o II ligę. W sezonie 1962/1963 ponownie zdobywa Mistrzostwo Okręgu ponownie wyprzedzając Wartę i Zjednoczonych Września, jednak ponownie przegrywa baraże. Sezon 1963/1964 Olimpia kończy na - 2 miejscu, wyprzedzona przez Wartę. Także w sezonie 1964/1965 zajmuje 2. miejsce Lechem Poznań, który zostaje Mistrzem Okręgu i wygrywa baraże do II ligi. Kolejny sezon 1965/1966 przynosi Olimpii nie tylko kolejne Mistrzostwo Okręgu, ale i awans do II ligi.
- 1967–1971 – drużyna Olimpii ponownie gra w II lidze. W 1967 zajmuje - 10 miejsce, w 1968 - 11. miejsce, w 1969 - 11. miejsce, w 1970 ponownie - 11. miejsce, w 1971 - 14. miejsce i zostaje zdegradowana do ligi międzywojewódzkiej.
- 1972 i 1973 – Olimpia przez dwa sezony, gra w lidze międzywojewódzkiej. W 1972 zajmując 9. miejsce, a w 1973 6. miejsce.
- 1974 – występuje w lidze okręgowej, zdobywając Mistrzostwo Okręgu przed Zagłębiem Konin i Wartą II Poznań i wywalczając awans do II ligi.
- 1975–1986 – przez 12 sezonów "Gwardziści" walczą w II lidze. W 1975 w grupie północnej 7. miejsce, w 1976 w grupie północnej 12. miejsce, w 1977 w grupie północnej 8. miejsce, w 1978 w grupie północnej 11. miejsce, w 1979 w grupie I 12. miejsce, w 1980 w grupie I 10. miejsce, w 1981 w grupie I 9. miejsce, w 1982 w grupie I 11. miejsce, w 1983 w grupie I 2. miejsce, w 1984 w grupie I 2. miejsce, w 1985 w grupie I 6. miejsce, w 1986 w grupie I 1. miejsce i awans do I ligi.
- 1987–1993 – GKS Olimpia występuje w I lidze. W 1987 kończy sezon na 12. miejscu, w 1988 na 13. miejscu, w 1989 kończy rozgrywki na 11. miejscu, w 1990 zdobywa 5. miejsce w lidze i jest to największy sukces w dziejach klubu. Kolejne sezony 1991 to - 8. miejsce, w 1992 lokuje się na 14. pozycji, a sezon 1993 kończy na 17., spadkowym miejscu.
- 7 lipca 1993 – po zakończeniu sezonu 92/93 przekazanie przez GKS Olimpia sekcji piłki nożnej do Fundacji Piłkarskiej Olimpia-Futbol
- 1994 – występy w II lidze jako Klub Piłkarski Olimpia Bolplast i awans do I ligi z 2. pozycji.
- 1995 – ponownie Olimpia Bolplast występuje w I lidze, zajmując 12. miejsce. Następuje fuzja z Lechią Gdańsk i utworzenie Lechii/Olimpii Gdańsk
- 1996 – gra w I lidze już jako "efemeryda" pod nazwą Lechia/Olimpia Gdańsk reprezentując piłkarstwo Trójmiasta. Na koniec sezonu zajmuje 16. miejsce i spada do II ligi.
- 1996–2002 – Olimpia Bolplast Poznań występuje w IV lidze (grupa wielkopolska północ) – jest to drużyna dawnych rezerw..
- 2003–2004 – drużyna Olimpii Bolplast gra w kl. okręgowej-Poznań. W sezonie 2002/2003 zajmuje jeszcze 4. miejsce, natomiast w sezonie 2003/2004 16. (ostatnie) miejsce i drużyna zostaje wycofana z rozgrywek.
- 2005 – rozwiązanie sekcji piłkarskiej przez właściciela klubu.

## Sukcesy
- 5. miejsce w I lidze (dziś Ekstraklasa) – 1989/1990
- 1/2 finału Pucharu Polski – 1990/1991